# Елбасанска азбука
Елбасанската писменост е първата позната графична система, използвана за албанския език.
Името си получава от град Елбасан, където е измислена. Използвала се основно в близост до Елбасан и Берат и има 53 букви.
Елбасанското писмо (не следва да се разглежда като азбука) е рецепция, базирана на гръцката азбука. Неин създател е местният учител Теодор Хаджи Филип (1730 – 1806).
Писмеността обаче се използва рядко, главно поради масовата местна неграмотност, като православното духовенство използва гръцката азбука, а католическото – латиницата.